# Sommervieu
Sommervieu – miejscowość i gmina we Francji, w regionie Normandia, w departamencie Calvados.
Według danych na rok 1990 gminę zamieszkiwało 786 osób, a gęstość zaludnienia wynosiła 183 osoby/km² (wśród 1815 gmin Dolnej Normandii Sommervieu plasuje się na 290. miejscu pod względem liczby ludności, natomiast pod względem powierzchni na miejscu 940.).